# Брониця (Камінь-Каширський район)
Бро́ниця — село в Україні, у Камінь-Каширській громаді Камінь-Каширського району Волинської області. Село розташоване на рівнині, що прилягає до піщано-кременистого підвищення.

## Історія
За словами старожилів, опитаних парафіяльним літописцем, село засноване не раніше кінця першої половини XVIII століття. Місцевість зайнята селом, раніше була вкрита суцільним лісом, що розташований від села Воєгоща у дві версти.
Одна з перших писемних згадок про село датується 1760 роком. Тоді назви Брониця і Запілля означали вулиці села Кримне, які були віддалені від нього на відстань понад 300 метрів.
В 1895 році в селі було збудовано церковноприходську школу.
У 1940 році в селі організували колгосп і назвали «17 вересня». Він об'єднував 44 господарства, 132 чоловіки. Також в документах того часу зазначено, що він мав 5 хлівів, 13 возів, 5 молотарок, 36 коней, 20 вуликів. Головою колгоспу обрали М. Рибку.
Друга світова війна залишила в селі трагічний слід. Ще в червні 1941 року окупанти розстріляли сім'ю колишнього бригадира колгоспу. У січні 1944 року під час боїв повстанців і партизанів спалено 32 будинки із 120. проживало тоді 600 осіб. Після вигнання нацистів чоловіче населення було мобілізовано на фронт. У «Книзі Пам'яті України» названі імена 20 жителів села, які загинули на фронтах Другої світової війни і поховані на чужій землі. Невідоме захоронення шести жителів села, вони і по нині рахуються такими, що пропали безвісти.
У 1962 році побудоване приміщення Будинку культури площею 170 кв.м., із залом на 80 місць. Приміщення сільської бібліотеки побудоване у 1964 році.
Дорога до села з твердим покриттям була побудована в 1967 році. У повоєнні роки в селі була станція «Кримне» вузькоколійної залізниці.

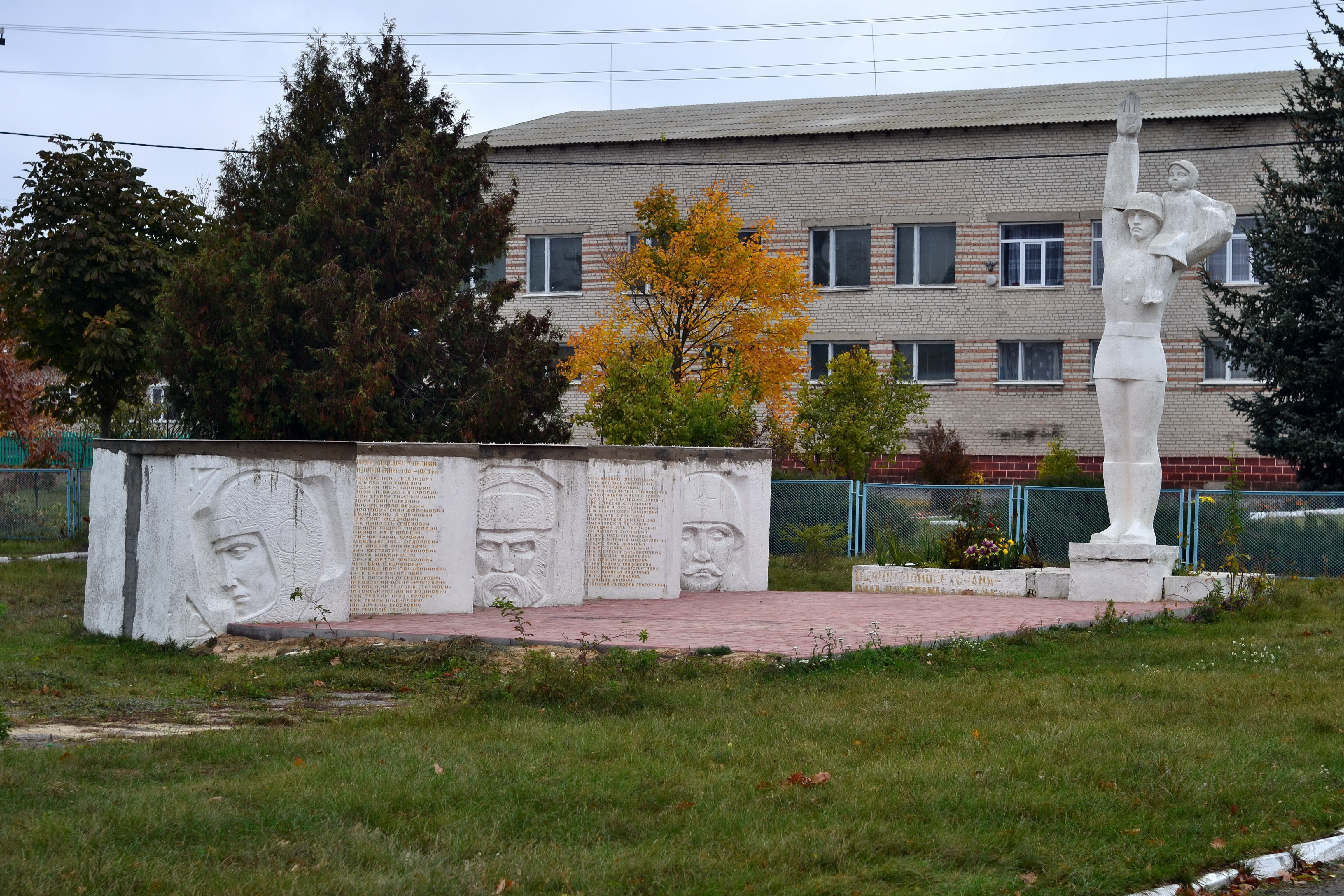
Пам'ятник землякам, загиблим у Другій світовій війні

У 1971 році у селі споруджено пам'ятник на честь полеглих односельчан. У центрі — скульптура воїна в казці та гімнастерці з дитиною на лівій руці. Зліва від пам'ятника встановлена стела з п'яти кубів. На трьох з них — горельєфне зображення жінки і воїнів. На двох — викарбувані імена 62 полеглих жителів сіл.
Побудоване наявне приміщення ФАПу в 1973 році площею 80 кв.м.
У 1984 році було побудоване нинішнє приміщення школи, яка має 16 класних кімнат. Площа — 34440 кв. м. У 2000 році у школі навчалося 490 дітей, працювало 42 вчителі.

## Постаті
- Шахно Володимир Романович (1979–2022)  – солдат Збройних Сил України, учасник російсько-української війни. Загинув у тяжкому бою на Донеччині.
- Хаймик Володимир Романович (1983-2024)   – солдат Збройних Сил України, учасник російсько-української війни. Життя обірвалося трагічно 14 серпня 2024 року у Луганській області. Похований 17 серпня 2024 року на місцевому кладовищі села Брониця.

## Населення
Згідно з переписом УРСР 1989 року чисельність наявного населення села становила 1175 осіб, з яких 593 чоловіки та 582 жінки.
У 2000 році у селі Брониця налічувалося 1320 мешканців, було 336 сімей, 38 одинаків, 433 мешканці мали вік старший за працездатний. Дітей віком 1 — 14 років було 456, а тих, хто мав 15 — 17 років — 100.
За переписом населення України 2001 року в селі мешкала 1310 особа.

### Мова
Розподіл населення за рідною мовою за даними перепису 2001 року:
| Мова       | Відсоток |
| ---------- | -------- |
| українська | 99,69 %  |
| російська  | 0,31 %   |